# Aufstand von Gəncə (1920)
Der Aufstand von Gəncə, bekannt auch als Revolte von Gəncə, ereignete sich Ende Mai 1920 in Gəncə, wenige Wochen nach der Etablierung der Sowjetherrschaft in Aserbaidschan.

## Hintergrund
Nach nur 23 Monaten Existenz löste sich am 28. April 1920 die Demokratische Republik Aserbaidschan mit dem Einmarsch der Roten Armee in Baku auf. Die regierende Musawat-Partei leistete keinen Widerstand, um ein Blutvergießen zu vermeiden. Die Bolschewiki übernahmen die Macht und riefen die Aserbaidschanische Sozialistische Sowjetrepublik aus.
Insbesondere in anderen Städten und Provinzen Aserbaidschans waren die ersten Wochen der Sowjetherrschaft geprägt von Misstrauen und Unmut unter der hiesigen Bevölkerung. Die breiten Massen waren verärgert über die willkürliche Beschlagnahme von Versorgungsgütern durch die Bolschewiki und über deren starke antireligiöse Haltung. Ein weiterer Auslöser der Unruhen waren die antisowjetischen Aktivitäten der Musawat-Mitglieder, die nach dem Machtwechsel nach Georgien geflohen und dort untergetaucht waren. Zudem stemmte sich ein Teil der aserbaidschanischen Streitkräfte gegen die Pläne von Sowjets, aufmüpfige Offiziere zu entlassen und die Armee nach bolschewistischem Vorbild zu reorganisieren.

## Ablauf

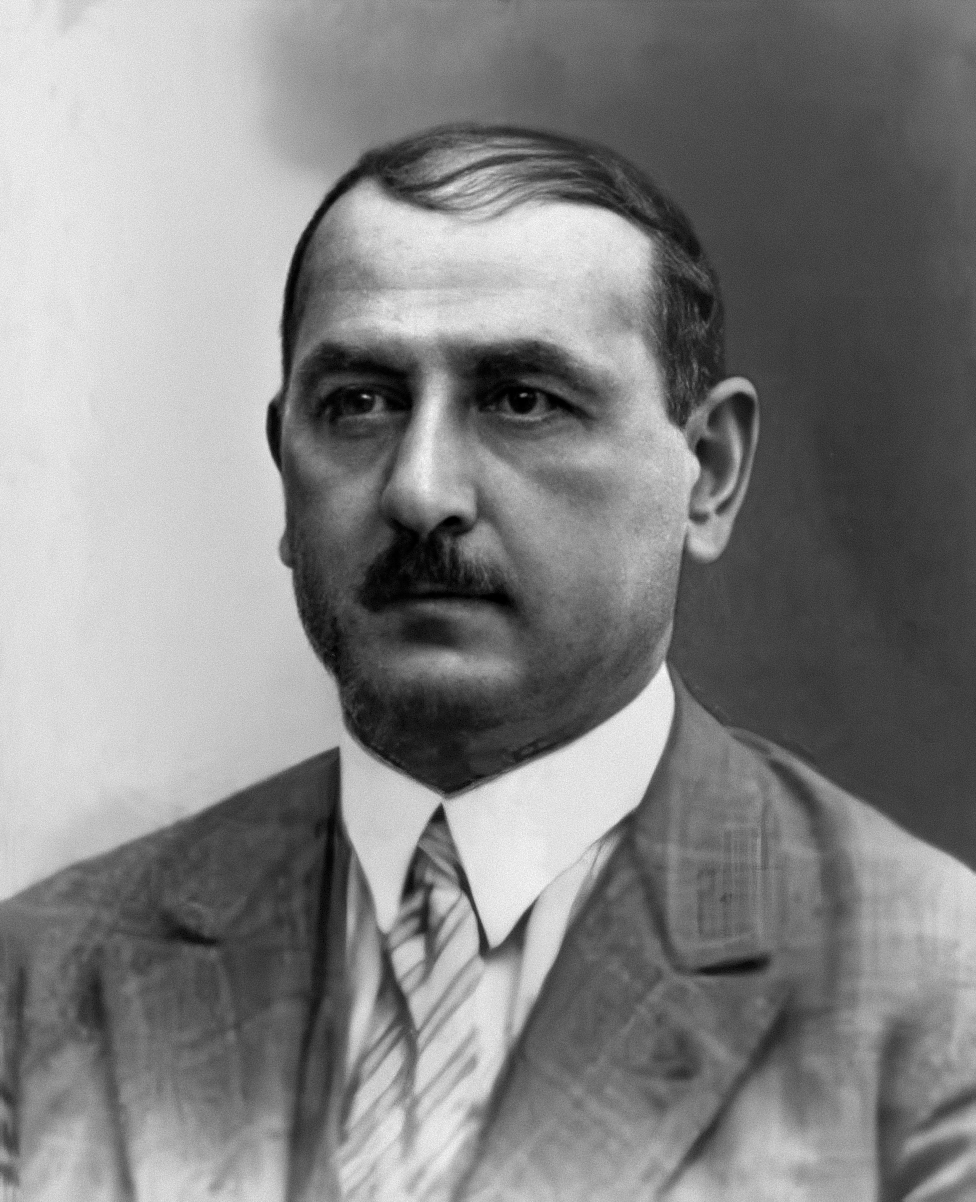
Cahangir bəy Kazımbəyov, einer der Anführer des Aufstandes von Gəncə

Zum Zeitpunkt des Aufstandes befanden sich zwei Regimenter der 20. sowjetischen Schützendivision in Gəncə. Der militärische Operationsplan der Rebellierenden wurde unter der Leitung des Kommandanten des Gəncə-Garnisons Generalmajor Cavad bəy Şıxlinski (Dschawad bäj Schichlinski) und dem Befehlshaber des städtischen Infanterieregiments Cahangir bəy Kazımbəyov erarbeitet. Məmməd Mirzə Qacar (Mämmäd Mirsä Qadschar), ein ehemaliger Militärkommandant von Gəncə, wurde damit beauftragt, starke Verteidigungsanlagen rund um die Stadt zu errichten. Dem Vorhaben der Anführer zufolge mussten die sich in der Stadt befindlichen sowjetischen Einheiten zunächst zügig entwaffnet werden. Anschließend sollten sich die Aufständischen mit den übrig gebliebenen Teilen des aserbaidschanischen Militärs in Karabach und den nördlich gelegenen Verbänden der georgischen Armee für einen gemeinsamen Kampf gegen die Sowjets vereinen. Dem Aufstand schlossen sich zudem auch ehemalige Angehörige der Denikin-Truppen, georgische Menschewiki sowie türkische Offiziere an.
In der Nacht vom 25. auf den 26. Mai 1920 revoltierte die aus 1.800 Soldaten bestehende Garnison und übernahm die Kontrolle über das muslimische Viertel von Gəncə. Am nächsten Tag beherrschten sie die gesamte Stadt. Die aus der östlichen Richtung vorrückenden Kampfverbände der Roten Armee, die den in Bedrängnis geratenen Regimentern der 20. Schützendivision zur Hilfe eilten, umzingelten Gəncə am 29. Mai. Mehrere Versuche, die Stadt einzunehmen, schlugen fehl und waren begleitet von hohen Verlusten. Erst durch den Einsatz schwerer Artillerie konnte der Widerstand der Aufständischen am 31. Mai gebrochen werden.

## Folgen und Opferzahl
Infolge heftiger Straßenkämpfe wurde Gəncə bis auf den armenisch bewohnten Teil der Stadt fast vollständig zerstört. Armenier wie auch die deutschen Kolonisten aus Helenendorf (heute Göygöl) unterstützen während der Meuterei die Sowjets. Dem russischen Historiker Bezuqolni zufolge soll Michail Lewandowski, ein polnischstämmiger sowjetischer Kommandeur, der an der Niederschlagung unmittelbar beteiligt war, den Befehl gegeben haben, alle muslimischen Wohnviertel der Stadt zu plündern und „bis auf die Grundmauern zu vernichten“. Als Racheaktion kam es parallel zum brutalen Massaker gegen die Zivilbevölkerung, da diese sich an die Seite der Rebellierenden geschlagen hatte.  
Über die genaue Opferzahl auf beiden Seiten gibt es unterschiedliche Angaben. Die offiziellen Quellen der Sowjetmacht sprachen von 920 getöteten Rotarmisten und 1000 Aufständischen. Der sowjetisch-armenische Historiker Galustjan beziffert die sowjetischen Verluste bezogen auf Archivbelege auf 3000 und schätzt die auf der gegnerischen Seite doppelt so hoch. Jörg Baberowski geht jeweils von 1500 gefallenen sowjetischen Militärs und 4000 aufständischen Kämpfern aus.
Die Opferzahl unter den Zivilisten war um ein Vielfaches höher. Gemäß Baberowski massakrierten die Bolschewiki bis zu 15.000 Muslime, darunter Frauen und Kinder. Der russischen Historikerin Kirillina zufolge kamen 12.000 Zivilisten beim Blutbad ums Leben.
Die Unterdrückung des Aufstandes hatte auch eine exzessive Repressionswelle zur Folge. Laut Baberowski wurden 4000 von den insgesamt 12.000 Verhafteten, die direkt oder indirekt in die antisowjetische Revolte verstrickt waren, erschossen, darunter mehrere Generäle und andere hochrangige Offiziere. Hunderte Personen sollen zudem auf Anordnung des Volkskommissariats für innere Angelegenheiten hingerichtet worden sein. Şıxlinski und Kazımbəyov, die beiden Anführer sowie viele weitere Kombattanten flohen nach Georgien und emigrierten von dort aus in die Türkei und andere europäische Länder.